# Прапор Біловодського району
Пра́пор Білово́дського райо́ну — офіційний символ Біловодського району Луганської області, затверджений 14 грудня 1999 року рішенням сесії Біловодської районної ради.

## Опис
Прапор є прямокутним полотнищем зі співвідношенням сторін 2:3, яке складається з трьох рівновеликих горизонтальних смуг — синьої, жовтої та зеленої. У центрі полотнища розміщено герб району у вигляді щита іспанської форми, розділений на три частини. 
В центрі щита розміщено зображення Свято-Троїцького собору з трьома блакитними банями. У нижній лівій частині знаходиться постать теракотового байбака, що стоїть на задніх лапах. У правій частині розташовано теракотового коня, що йде в правий бік. Композицію герба замикає напівдиск сонця з 14-ма променями. 
Щит знизу та по боках обрамлений вінком з колосків пшениці та лаврового листя. Нижньою частиною вінка є рушник з хлібиною та сільницею. Також на рушнику міститься напис «БІЛОВОДСЬКИЙ РАЙОН». Зверху щита увінчано зображенням державного герба України.